# 法夫里约
法夫里约（法語：Favrieux，法語發音：[favʁijø]）是法国伊夫林省的一个市镇，属于芒特拉若利区。

## 地理
法夫里约（48°56'39"N, 1°38'32"E）面积3.18 平方千米，位于法国法蘭西島大區伊夫林省，该省份为法国北部内陆省份，北起瓦兹河谷省，西接厄尔省，西南接厄尔-卢瓦省，东南接埃松省，东临上塞纳省。
与法夫里约接壤的市镇（或旧市镇、城区）包括：弗拉库尔、丰特奈莫瓦森、苏万德尔、勒泰特尔圣但尼。

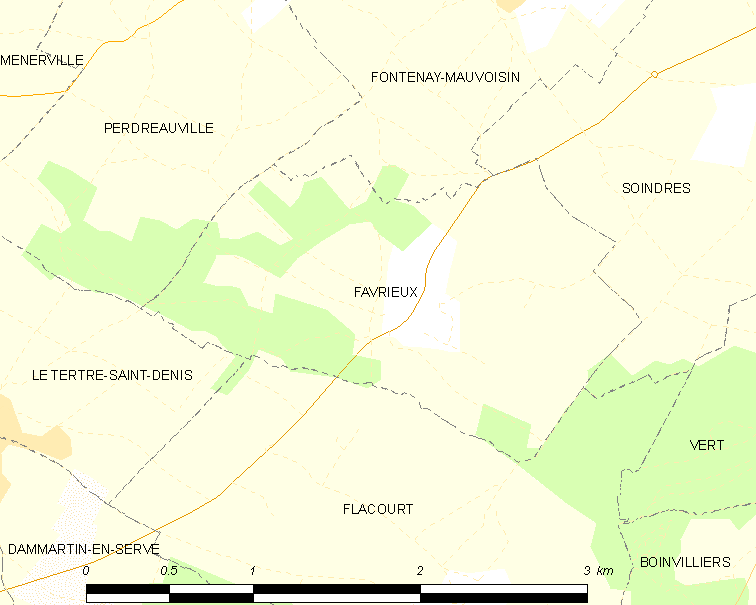
法夫里约的OSM定位图

法夫里约的时区为UTC+01:00、UTC+02:00（夏令时）。

## 行政
法夫里约的邮政编码为78200，INSEE市镇编码为78231。

## 政治
法夫里约所属的省级选区为塞纳河畔博尼耶尔县。

## 人口

1962-2008年间法夫里约人口变化图示

法夫里约于2022年1月1日时的人口数量为159人。